# La Jacques-Cartier
La Jacques-Cartier – regionalna gmina hrabstwa (MRC) w regionie administracyjnym Capitale-Nationale prowincji Quebec, w Kanadzie. Stolicą jest miejscowość Shannon. Składa się z 10 gmin: 4 miast, 4 gmin, 1 zjednoczony kanton i 1 terytorium niezorganizowane.
La Jacques-Cartier ma 36 883 mieszkańców. Język francuski jest językiem ojczystym dla 95,6%, angielski dla 3,5% mieszkańców (2011).